# Cantonul Belfort-Nord
Cantonul Belfort-Nord este un canton din arondismentul Belfort, departamentul Territoire de Belfort, regiunea Franche-Comté, Franța.